# Lutzomyia undulata
Lutzomyia undulata är en tvåvingeart som först beskrevs av Fairchild G. B., Hertig M. 1950.  Lutzomyia undulata ingår i släktet Lutzomyia och familjen fjärilsmyggor. Inga underarter finns listade i Catalogue of Life.